# هوی استار
هوی استار (عبری: חובי סטאר‎؛ زادهٔ ۱۹ نوامبر ۱۹۸۶) موسیقی‌دان اهل اسرائیل است. وی با ترانهٔ «ساخته‌شده از ستارگان» نمایندهٔ اسرائیل در مسابقهٔ یوروویژن ۲۰۱۶ بود.

## زندگی شخصی
هوی استار آشکارا همجنس‌گرا است.

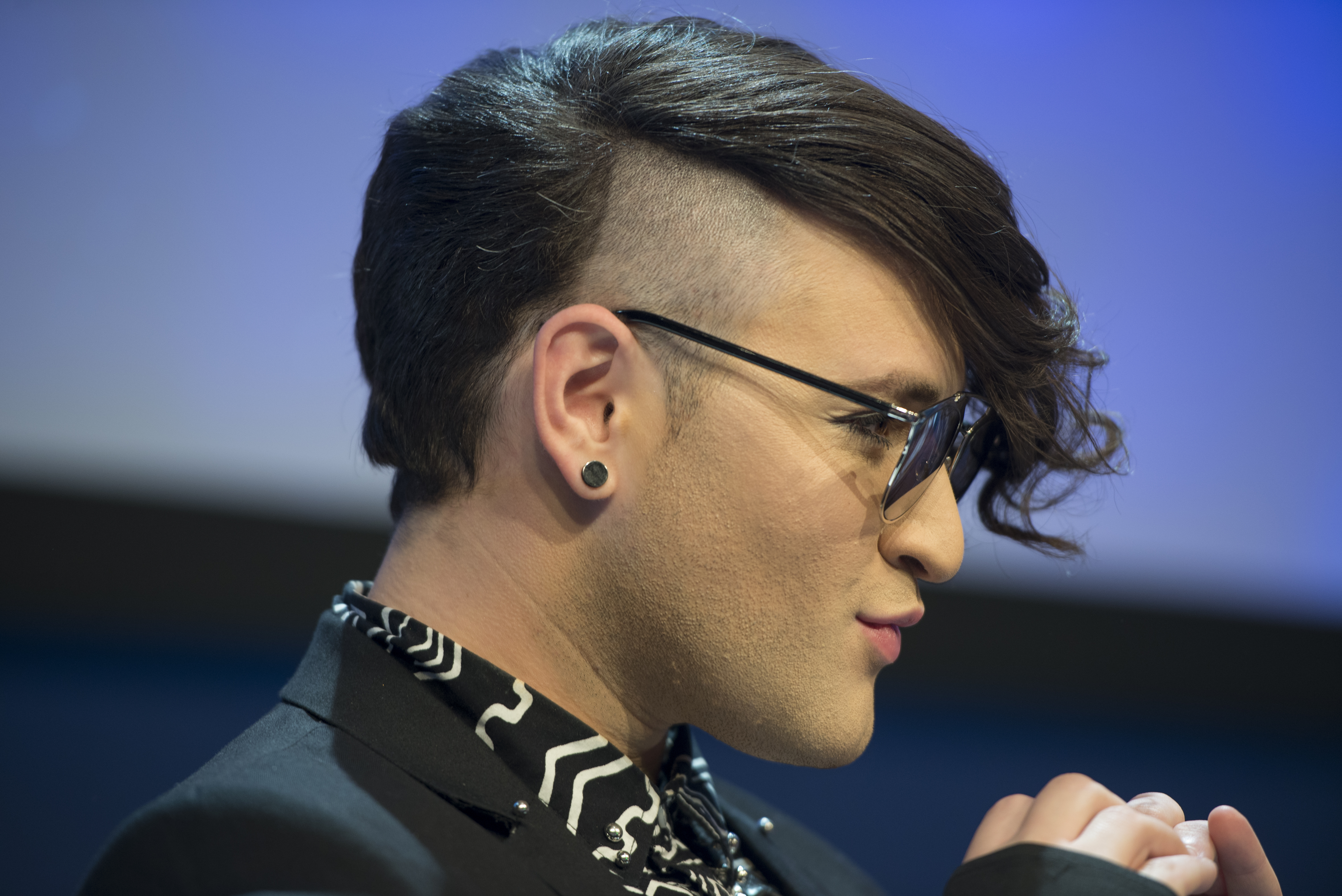
هووی استار در جریان یک نشست در مسابقهٔ یوروویژن، ۲۰۱۶ میلادی

او در آوریل ۲۰۱۶، زمانی که برای اجرای تور موسیقی‌اش به روسیه سفر کرده بود، در فرودگاه مسکو مورد اذیت و آزار همجنس‌گراهراسانهٔ پلیس مرزی آن کشور قرار گرفت. به‌گفتهٔ هوی استار، پلیس روسیه پس از مشاهدهٔ آرایش صورت او، وی را تحقیر کرده و گذرنامه‌اش را پاره کرده است.